# Нилтон (Вашингтон)
Нилтон (енгл. Neilton) насељено је место без административног статуса у америчкој савезној држави Вашингтон.

## Демографија
По попису из 2010. године број становника је 315, што је 30 (-8,7%) становника мање него 2000. године.
| Група             | 2000.       | 2010.       |
| Белци             | 303 (87,8%) | 219 (69,5%) |
| Афроамериканци    | 0 (0,0%)    | 1 (0,3%)    |
| Азијати           | 0 (0,0%)    | 0 (0,0%)    |
| Хиспаноамериканци | 21 (6,1%)   | 61 (19,4%)  |
| Укупно            | 345         | 315         |